# Mod The Sims
Mod The Sims (раніше ModTheSims2, часто скорочено MTS) — онлайн-спільнота Sims, заснована Стюартом Стенфілдом (Делфі, тепер відомий як Ташікет) у травні 2004 року. МТС зосереджується на нестандартному контенті для The Sims 2, The Sims 3 і The Sims 4, особливо модифікацій гри.
На цьому ж сайті розміщені навчальні посібники зі створення вищезгаданих модифікацій, а також форуми, присвячені допомозі по грі та модифікаціям, а також загальному обговоренню. Сайт працює на vBulletin 3.0.14 з певними змінами.  Раніше Стенфілд створив «Mod the Singles», сайт на основі форуму для розміщення та заохочення модифікації гри Singles: Flirt Up Your Life.
Дочірній сайт Sims 2 Community з'явився приблизно в липні 2005 року. Метою цього було полегшити соціальні потоки? на MTS, щоб MTS могла зосередитися на модифікації гри. Однак у травні 2009 року МТС і Sims 2 Community знову були об'єднані в один сайт. Це сталося тому, що співробітники обох сайтів відчували, що межа між двома сайтами розмивається, і їм не подобалося постійно посилати людей на інший сайт, щоб отримати відповіді на їхні запитання. 
У зв'язку з виходом The Sims 3 у 2009 році назву сайту було змінено з ModTheSims2 на Mod The Sims, щоб врахувати користувацький контент та інші модифікації для наступних ігор серії The Sims.

## Адміністрація Сайту та її відношення до Української спільноти The Sims[3]
Адміністрація сайту скорші всього підтримує кремлівську пропаганду.
Дізнались про цей факт після виділення моду на Український імена та прізвища для Sims 3, і все тому що в Картинці к моду використовували паспорт сіма котрий дуже Схожий на Степана Бандеру

цитата Адміністратора про причини видалення переклад 
ми нормально ставимося до українських імен та прізвищ але не до тих які прямо посилаються на воєнних злочинців

## Доступність
Реєстрація безплатний і не потрібна для завантаження вмісту. Увесь вміст пропонується безплатно, але учасники можуть зробити пожертвування сайту або підписатися. Роблячи пожертву, учасник отримує більше переваг на сайті, зокрема видалення реклами, більший аватар і власні назви, хоча вони не мають можливості завантажувати додатковий вміст. Окрім цього, Mod the Sims пропонує магазин, де клієнти можуть придбати ігри The Sims, хоча для клієнта немає додаткових переваг.

## Версія сайту для дорослих
Контент для дорослих розміщується на серверах MTS. Спочатку він знаходився в тому ж місці, що й інший контент, пропонований сайтом, але пізніше був переміщений в інший розділ. Після цього він був перенесений далі від основного сайту на власний ексклюзивний сайт для дорослих, SexySims. Щоб створити обліковий запис, користувачам має бути 18 років.

## ЗМІ
- Показано на G4TV «Атака шоу»! телепрограма, 9 лютого 2006 р.[5]
- Коротко згадується в номері Rolling Stone №995 від 9 березня 2006 р., СТОРІНКА 39 — щодо модифікованих симуляторів, заснованих на головних героях з Горбатої гори.